# Antonio Luciano Ballester
Antonio Luciano Ballester fue un hacendado de Buenos Aires de principios del siglo XVIII. Tuvo una destacada participación en la lucha contra las Invasiones Inglesas como comandante del Cuerpo de Quinteros y Labradores.

## Biografía

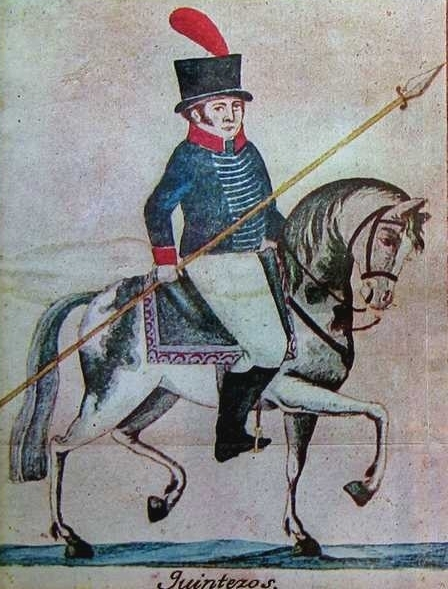
Quintero.

Antonio Luciano Ballester nació en 1745 en Buenos Aires. Estaba vinculado a tareas rurales y posteriormente al oficio de panadero y confitero, teniendo un establecimiento a pocas cuadras de la Plaza Mayor.
Fue el comandante del Cuerpo de Quinteros y Labradores o Cuerpo de Labradores Voluntarios de Caballería de Buenos Aires que se creó con los voluntarios de las quintas en 1806 para luchar contra las invasiones inglesas al Río de la Plata. Constaba de dos escuadrones de caballería divididos en seis compañías, con un total inicial de 332 plazas. El 13 de marzo de 1807 obtuvo el grado de teniente coronel graduado y tuvo actuación destacada en los combates del 11 y 12 de agosto de 1807.
El 27 de agosto sus efectivos fueron licenciados, con lo que Ballester retomó también su oficio.
Asistió al cabildo abierto del 22 de mayo de 1810, en el que adhirió al voto de Pascual Ruiz Huidobro, por el que se solicitaba la cesación del virrey y el mando del cabildo hasta tanto se formara un gobierno provisorio que dependería de la legítima representación que en España ejerciera la soberanía de Fernando VII.
El 25 de mayo fue de los firmantes del petitorio para la constitución de la Primera Junta, presidida por Cornelio Saavedra.
En 1813 se radicó en Lomas de Zamora con una chacra y una panadería, que estableció en la intersección del Camino Real y la actual calle Las Heras.
Fue junto a Tomás José Grigera y sus familiares uno de los fundadores de dicha población en 1821.
Ese año, en su condición de Alcalde de las quintas y en representación de los vecinos de Lomas, Tomás Grigera solicitó al gobernador Martín Rodríguez que el gobierno extendiera escrituras de los terrenos que los agricultores ocupaban, ya que en 1810, las tierras de Zamora, de posesión real, habían pasado a propiedad del estado, de "Estancia del Rey" a "Estancia del Estado". A esos efectos Grigera presentó un proyecto de parcelamiento en 30 chacras de 16 hectáreas (cuatro cuadras de lado) cada una. La petición fue concedida por el gobernador Martín Rodríguez y su ministro de gobierno Juan Manuel de Luca, quienes autorizaron a formar un asentamiento de traza ordenada y regular en las Lomas de Zamora y a practicar las correspondientes operaciones de mensura, deslinde y amojonamiento.

Lomas de Zamora, Provincia de Buenos Aires.

Finalizadas las tareas, el 14 de mayo de 1821 Tomás Grigera, actuando como delegado del gobierno, presidió la ceremonia de posesión.
Los propietarios de las chacras fueron Francisco Iberra, Pedro Rosas, Manuel de los Santos (esposo de Basilia Grigera), el capitán Juan Pablo Rodríguez (esposo de Paula Grigera), Juan de Dios Olea, Tomás Grigera (después Victorio Grigera), Victorio Grigera (después Mariano Grigera), Evaristo Grigera, Rafael Alcaraz, Rafael Portela (esposo de Cipriana Grigera), Francisco Portela (su sobrino), Manuel Antonio Grigera, Juan Grigera, Mariano Grigera, Juan de Dios Grigera, Hipólito Grigera, Eugenio Grigera, Toribio Hernández, Pedro Sosa, Eugenio Suárez, Rufa Grigera, Anselmo Vález, Bruno Bustos, Pascual Romero, Antonio Luciano Ballester, Manuel José Grigera, María Grigera, Petrona Casaballe (su cuñada), Margarita Casaballe(la esposa de Tomás Grigera), Manuel Tobal y José Antonio Tobal (hijos de Francisco Tobal y Calvo de Moya casado con otra de sus cuñadas, Josefa Gabriela Joaquina Casaballe y Duran, y padrino de su boda).
En 1824 era vecino principal y juez de paz del partido de Quilmes. En 1829 proporcionó auxilio a las fuerzas armadas con ganado de su propiedad, en 1830 revistaba con el grado de teniente coronel de caballería cívica en la Guardia de Honor de la Provincia de Buenos Aires y en 1833 prestó su concurso a las fuerzas auxiliares restauradoras.
Estaba casado con Inocencia Dunda.